# ليتيريال غرين
ليتيريال غرين (بالإنجليزية: Litterial Green)‏ مواليد 7 مارس 1970 في باسكاغولا، هو لاعب كرة سلة أمريكي معتزل. بدأ مسيرته الاحترافية في سنة 1992. تم اختياره من قبل فريق شيكاغو بولز خلال الدرافت. يبلغ طوله 6 قدم 1 بوصة (1.9 م). اعتزل اللعب في 2002.

## المسيرة الاحترافية
لعب مع أورلاندو ماجيك من سنة 1992 إلى 1994، ثم لعب مع ديترويت بيستونز في موسم 1996–1997، ثم لعب مع ميلووكي باكز في سنة 1998، ثم لعب مع كليفلاند كافالييرز في سنة 1999.

## روابط خارجية
- ليتيريال غرين على موقع إن بي أي (الإنجليزية)
- ليتيريال غرين على موقع سبورتس رفرنس (الإنجليزية)
- ليتيريال غرين على موقع كرة السلة الأوروبية.كوم (الإنجليزية)
- ليتيريال غرين على موقع كلية كرة السلة في سبورتس رفرنس.كوم (الإنجليزية)
- ليتيريال غرين على موقع ريلجم (الإنجليزية)
- ليتيريال غرين على موقع بروبوليرز (الإنجليزية)